# Naschok

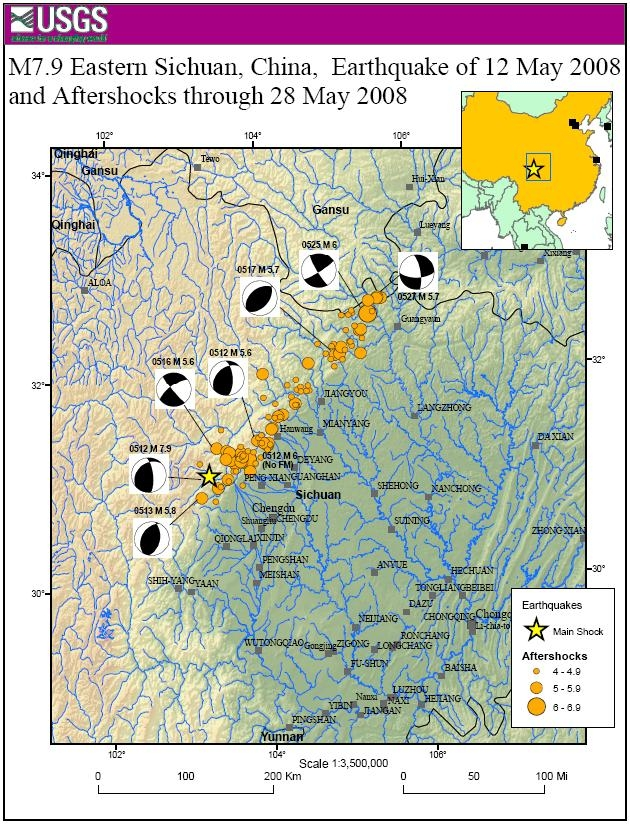

Een naschok is een aardbeving die plaatsvindt binnen korte tijd (enkele uren tot enkele dagen) na een andere, grotere aardbeving (de hoofdschok). Als er 7 dagen na de hoofdschok opnieuw een naschok plaatsvindt, dan noemt men deze naschok een nieuwe aardbeving (hoofdschok). Een naschok treft hetzelfde gebied als de hoofdschok, maar is altijd minder sterk. Indien de naschok toch sterker is dan de hoofdschok, wordt de naschok vaak tot nieuwe hoofdschok benoemd, en de originele hoofdschok wordt dan gezien als een voorschok.
Naschokken ontstaan wanneer de aardkorst zich aanpast aan de nieuwe ligging van de breuk, welke verschoven is door de hoofdschok.

## Distributie
De meeste naschokken vinden plaats over het volledige gebied langs de breuk die door de hoofdschok is verschoven, of langs andere breuken in de directe omgeving.
Het patroon van naschokken kan een beeld geven van het gebied dat verschoven is door de hoofdschok.

## Gevolgen
Naschokken kunnen zeer gevaarlijk zijn, omdat ze vaak onvoorspelbaar zijn en ervoor kunnen zorgen dat gebouwen die zijn beschadigd tijdens de hoofdschok alsnog instorten. Bij zeer grote aardbevingen kunnen de naschokken nog jaren aanhouden.